# 賈雷德·波利斯
賈雷德·波利斯（英語：Jared Polis；1975年5月12日—）是美國的一位政治人物、企業家和慈善家，現任科羅拉多州州長。自2009年開始成為科羅拉多州第2選舉區選出的美國眾議院議員，是美國國會第一位出櫃並擁有子女的同志議員；2018年11月當選科羅拉多州州長，成為美國首位出櫃的同性戀州長。

## 外部連結
- Governor Jared Polis （页面存档备份，存于） official government website
- Jared Polis for Colorado （页面存档备份，存于） official campaign website
- 中的“賈雷德·波利斯”

- 美國國會國家人物傳記大辭典中的傳記
- 由華盛頓郵報維護的投票記錄
- 智慧投票计划中的傳記、投票紀錄及利益集團評級
- 聯邦選舉委員會中的競選財務報告和數據
- C-SPAN內的頁面（英文）